# TSC Berlin
Le Berliner Turn- und Sportclub e. V. (TSC Berlin) est un club omnisports allemand basé à Berlin-Est puis Berlin. Il est notamment connu pour sa section féminine de handball.

## Section féminine de handball

### Palmarès

#### Compétitions internationales
- Coupe des clubs champions (1):
  - Vainqueur : 1978[1],[2].
- Coupe des vainqueurs de coupe : 
  - Vainqueur : 1977, 1979 .
  - Finaliste : 1987.

#### Compétitions nationales
- Championnat d'Allemagne de l'Est : 
  - Vainqueur : 1974, 1977, 1978 et 1980
- Coupe d'Allemagne de l'Est : 
  - Vainqueur : 1977, 1978, 1979, 1980, 1985 et 1991

## Personnalités liées au club
- Björn Höhne, joueur de volley-ball
- Roswitha Krause, nageuse et handballeuse internationale[1]
- Christiane Marquardt, athlète spécialiste du 400 mètres
- Lou Massenberg, plongeur
- Klaus-Dieter Neubert, rameur, champion olympique en deux barré en 1972
- Kristina Richter, handballeuse internationale, triple championne du monde, inscrite en 2016 au Temple de la renommée du sport allemand (de)
- Gerhard Sperling, athlète sourd spécialiste du 20 kilomètres marche.
- Marion Tietz, handballeuse internationale